# 한국잡월드파트너즈
한국잡월드파트너즈 주식회사는 한국잡월드 전시체험관의 운영과 직업관련 정보 및 직업교육프로그램 운영, 직업상담 서비스 시설 주차 및 경비, 미화, 고객센터 전산관리 등을 통해 어린이와 청소년들의 진로 및 직업교육에 기여함을 목적으로 설립된 한국잡월드의 자회사이다.

## 연혁
- 2018년 9월 27일: 회사 설립